# Monoide
Nell'algebra astratta, una branca della matematica, un monoide è una struttura algebrica dotata dell'operazione binaria associativa e di un elemento neutro. I monoidi sono studiati nella teoria dei semigruppi in quanto sono semigruppi dotati di elemento neutro.

## Definizione

I monoidi sono semigruppi con identità.

Un monoide è un insieme {\displaystyle M} munito di una singola operazione binaria {\displaystyle *} che ad ogni coppia di elementi {\displaystyle a,b\in M} associa l'elemento {\displaystyle a*b,} rispettando i seguenti assiomi:
Chiusura
Per ogni {\displaystyle a,b\in M,} l'elemento {\displaystyle a*b} appartiene ancora a {\displaystyle M,} vale a dire che {\displaystyle M} è chiuso rispetto al prodotto (l'insieme che soddisfa questa proprietà si chiama magma).
Associatività
Il prodotto è associativo: dati {\displaystyle a,b,c\in M,} vale {\displaystyle (a*b)*c=a*(b*c)} (l'insieme che soddisfa questa proprietà e la chiusura si chiama semigruppo).
Elemento neutro
Esiste in {\displaystyle M} un elemento neutro o identità {\displaystyle e} tale che {\displaystyle a*e=e*a=a} per ogni {\displaystyle a\in M.}

## Proprietà
Partendo dagli assiomi formulati si dimostra che l'elemento neutro è univocamente determinato. Se {\displaystyle e}, {\displaystyle f} sono entrambi elementi neutri, si ha {\displaystyle f=e*f=e}, dove la prima eguaglianza segue dal fatto che {\displaystyle e} è un elemento neutro, e la seconda dal fatto che lo è {\displaystyle f}.
Un monoide è quindi un semigruppo unitario, ovvero un magma associativo unitario.
Un monoide con base (ossia un insieme di elementi che generano il monoide e che non possono essere ottenuti dagli altri elementi della base) si definisce monoide libero.

## Monoidi e gruppi
Un gruppo è un monoide dotato di elemento inverso.
Un elemento {\displaystyle a} del monoide {\displaystyle M} si dice invertibile se esiste in {\displaystyle M} un suo inverso, cioè un elemento {\displaystyle b} in {\displaystyle M} tale che {\displaystyle a*b=b*a=e}. Se esiste, questo elemento {\displaystyle b} è univocamente determinato, e può dunque essere chiamato l'inverso di {\displaystyle a}. Infatti se {\displaystyle b}, {\displaystyle c} sono entrambi inversi di {\displaystyle a}, si ha {\displaystyle b=b*e=b*(a*c)=(b*a)*c=e*c=c}, dove le eguaglianze seguono nell'ordine dalla definizione di elemento neutro, dal fatto che {\displaystyle c} è un inverso di {\displaystyle a}, dalla proprietà associativa, dal fatto che {\displaystyle b} è un inverso di {\displaystyle a}, e ancora dalla definizione di elemento neutro.
Se ogni elemento di un monoide {\displaystyle M} è invertibile, allora {\displaystyle M} è un gruppo.
Più in generale, sia {\displaystyle M} un monoide qualsiasi, e sia {\displaystyle G} l'insieme degli elementi invertibili di {\displaystyle M}. Intanto, {\displaystyle G} non è vuoto, perché si vede subito che contiene {\displaystyle e}. E poi si può vedere che {\displaystyle G} è un gruppo rispetto alla stessa operazione di {\displaystyle M}.  Il gruppo {\displaystyle G} viene detto il gruppo degli elementi invertibili del monoide {\displaystyle M}.

## Esempi
- L'insieme dei numeri interi {\displaystyle \mathbb {Z} } con l'operazione prodotto è un monoide commutativo dove l'elemento neutro è 1 e gli elementi invertibili sono 1 e -1.
- Un esempio tipico di monoide è dato dalle funzioni {\displaystyle f\colon X\to X} definite da un insieme in sé stesso dove il prodotto è dato dalla composizione {\displaystyle (f(g))(x):=(f\circ g)(x)=f(g(x))}. L'elemento neutro è dato dalla funzione identità {\displaystyle \mathrm {id} \colon X\to X,} con {\displaystyle \mathrm {id} (x):=x.} Il gruppo degli elementi invertibili è formato in questo caso dalle funzioni biiettive.
- Un altro esempio di monoide è dato dall'insieme delle matrici quadrate di ordine {\displaystyle n} su cui si consideri l'operazione prodotto righe per colonne. In questo caso l'elemento neutro è dato dalla matrice identità.